# Adam Kleszczyński
Adam Kleszczyński (ur. 4 stycznia 1939 we Lwowie) – polski duchowny metodystyczny i działacz ekumeniczny, pastor zboru ewangelicko-metodystycznego w Łodzi. W okresie PRL pełnił funkcję zastępcy superintendenta naczelnego Kościoła Ewangelicko-Metodystycznego w Polsce.

## Życiorys
Pochodzi z rodziny o korzeniach metodystycznych i greckokatolickich. Jego ojciec Zygmunt był prawnikiem, działaczem turystycznym i harcerskim, zaś matka filozofem, nauczycielką szkół średnich. Jego dziadkiem od strony matki był bakteriolog Napoleon Gąsiorowski. Ukończył studia teologiczne uzyskując tytuł magistra teologii ewangelickiej. W okresie PRL pełnił funkcję zastępcy superintendenta naczelnego Kościoła Ewangelicko-Metodystycznego w Polsce. Był pastorem parafii Opatrzności Bożej w Łodzi, członkiem Rady Kościoła i sekretarzem Konferencji Dorocznej Kościoła Ewangelicko-Metodystycznego w Polsce oraz członkiem Komisji Liturgicznej Konferencji Centralnej Europy Środkowej i Południowej. Piastował także funkcję przewodniczącego Oddziału Łódzkiego Polskiej Rady Ekumenicznej.
W latach 1983–2009 piastował funkcję rektora Wyższego Seminarium Teologicznego im. Jana Łaskiego w Warszawie, gdzie wykładał liturgikę, homiletykę, ekumenizm i historię Kościoła Powszechnego.
Redakcja Ekumeniczna TVP zrealizowała program z cyklu „Sylwetki metodystów” poświęcony sylwetce ks. Adama Kleszczyńskiego.
Jego żona – Aniela jest z wykształcenia ekonomistką.